# 庐山小檗
庐山小檗（学名：Berberis virgetorum）为小檗科小檗属的植物，为中国的特有植物。分布于中国大陆的江西、浙江、湖北、安徽、广西、广东、陕西、贵州、福建、湖南等地，生长于海拔250米至1,800米的地区，多生于河边、山坡、山地灌丛中及村旁，目前尚未由人工引种栽培。